# ビープラッツ
ビープラッツ株式会社（英称:Bplats,Inc.）は、東京都千代田区に本社を置くサブスクリプションコマースにおける総合ソリューション事業を主とする企業である。また、同社が開発・運営しているSaaSプラットフォームの名称でもある。

## 概要
ビープラッツ株式会社（英称:Bplats,Inc.）は、藤田健治を中心に2006年11月に創業した。
クラウド・SaaSの流通サービス事業と月額課金、従量課金、継続課金サービスなど、サブスクリプションコマースにおける総合ソリューション事業を主とする企業である。
かつては、VOCALOID STOREを運営し、ボーカロイド商品のパッケージ販売を行っていたが、2015年3月に日本語サイト、2016年3月に英語サイトが閉鎖された。

## 事務所
- 本社
  - 東京都千代田区内神田
- 九州開発センタ
  - 福岡県北九州市小倉北区

## 受賞歴
- 第8回「ASP・SaaS・クラウドアワード2014」IaaS・PaaS部門
  - 準グランプリ
- 第9回「ASPICクラウドアワード2015」 IaaS・PaaS部門
  - PaaS分野グランプリ
- 第11回「ASPIC　IoT・クラウドアワード2017」 IoT・AI部門
  - 『ニュービジネスモデル賞』受賞
- Mizuho Innovation Award
  - 『2017 年 7-9 月期』受賞[3]

## 沿革
- 2006年（平成18年）
  - 11月 - 「ビープラッツ株式会社」を東京都港区にて設立
- 2007年（平成19年）
  - 12月 - 本社を東京都港区東新橋に移転
- 2008年（平成20年）
  - 8月 - 本社を千代田区内神田に移転
- 2009年（平成21年）
  - 6月 - プライバシーマーク取得
  - 9月 - SaaS/PaaSの流通サービス「SaaSplats」サービスを開始
- 2010年（平成22年）
  - 8月 - ボーカロイドに特化したEコマースサイト「Voc@loidStore（ボーカロイドストア）」オープン
  - 9月 - ヤマハ製ボーカロイド「VY1」発売開始
- 2011年（平成23年）
  - 4月 - ボーカロイドの音楽出版社「株式会社自主制作コンテンツ出版管理機構（VOCALOID MUSIC PUBLISHING）」設立
  - 4月 - ヤマハ製ボーカロイド「VY2」発売開始
  - 6月 - ライセンス販売業務の一括アウトソーシングサービス「License.jp」サービス開始
  - 7月 - 上海禾念信息科技有限公司を中国内資会社として設立し、Bplats Chinaとしての活動を開始
  - 7月 - 上海浦東事業所を上海市浦東新区に開設
- 2012年（平成24年）
  - 2月 - 資本金3億230万円（資本準備金1億7230万円）に増資
  - 5月 - 台湾駐在事務所を台北市松智路に開設
  - 5月 - 上海に2つ目の事務所となる上海徐家匯事業所を上海市徐匯区に開設
  - 7月 - 経済産業省 平成24年度クール・ジャパン戦略推進事業（海外展開支援プロジェクト）に「VOCALOID™ Trans-Pacific」プロジェクトが採択
- 2013年（平成25年）
  - 6月 - 上海禾念信息科技有限公司に対しMBOの実施
- 2014年（平成26年）
  - 1月 - VOCALOID CHINAの統廃合を実施し、上海市・台北市の現地事務所を閉鎖
  - 4月 - ヤマハ製ボーカロイド「VOCALOID3 Library マクネナナ」発売開始
  - 12月 - 課金・決済サービス「SubscriptionCART」のサービス開始
- 2015年（平成27年）
  - 4月 - 光コラボ事業者への販売管理支援サービス「Bplats for 光コラボ」の提供開始
  - 12月 - 格安通信サービスを販売支援サービス「Mobileplats」の提供開始
- 2016年（平成28年）
  - 3月 - VOCALOID STORE閉店
  - 4月 - 九州開発センタを北九州市小倉北区に開設
  - 6月 - IoT向けの決済・管理のサービス「IoTpay」の提供開始
- 2018年（平成30年）
  - 4月 - 東京証券取引所マザーズ上場